# Tolerans (teknik)

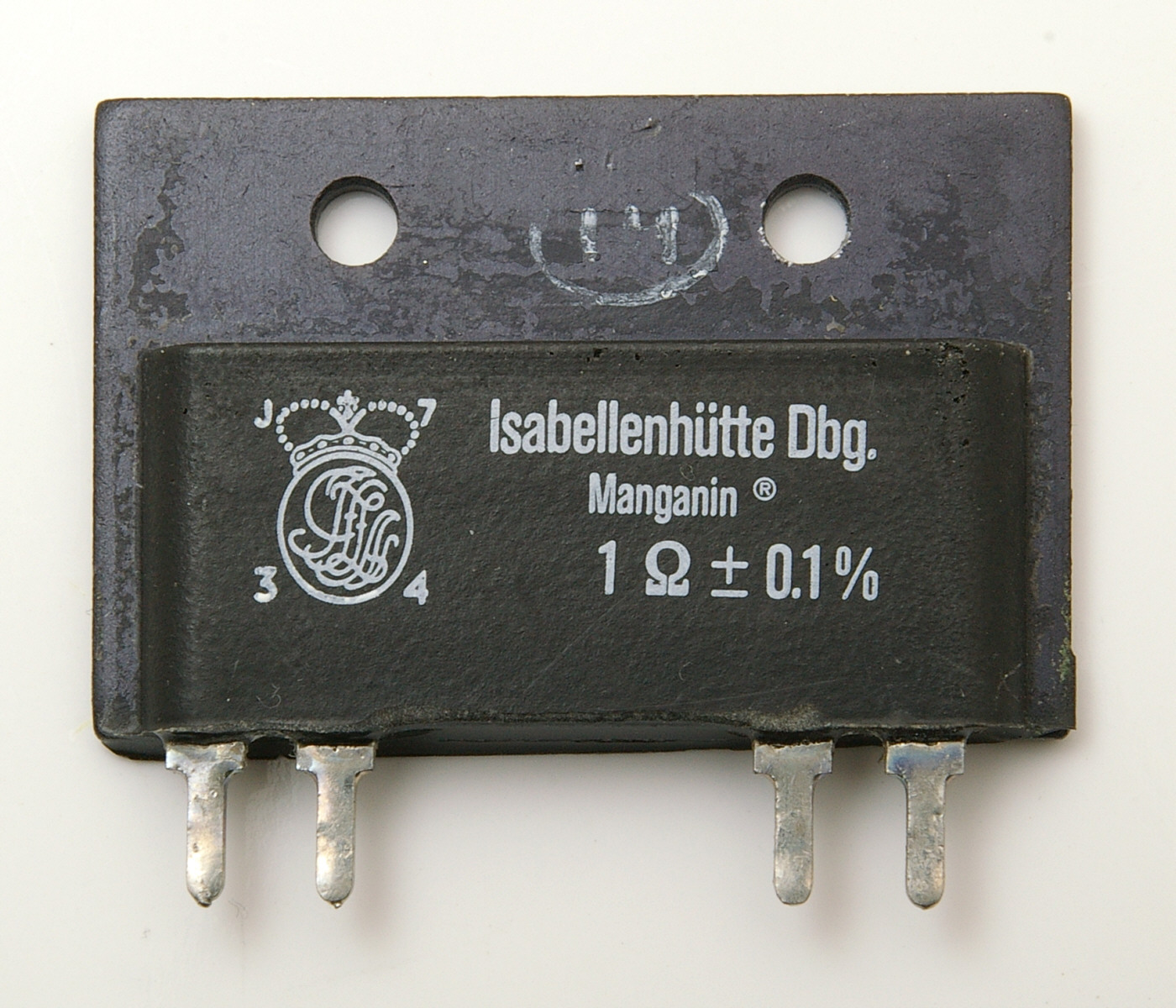
Ett precisionsmotstånd om 1 ohm där tillverkaren anger toleransen till ±0,1%.

Tolerans, mekanisk tolerans eller mättolerans betecknar inom teknik storleken hos en avvikelse eller variation av något mått från ett givet värde utan att funktionen riskeras. Toleransens storlek anges ofta som x ± y, där ± y är toleransen från nominella värdet x.
Toleransen kan endera vara ett krav på den maximalt tillåtna avvikelsen, eller specificera den variation som kan förväntas i ett visst sammanhang. Ett exempel på det förstnämnda är delars storlek vid en konstruktion, och ett exempel på det senare är för toleransen för ett elektriskt motstånd, som anges som ett sannolikhetsintervall.